# Оклахома! (фильм, 1955)
«Оклахо́ма!» (англ. Oklahoma!) — музыкальный художественный фильм режиссёра Фреда Циннемана.
Бродвейская музыкальная постановка «Оклахома!» (1943), написанная соавторами Ричардом Роджерсом и Оскаром Хаммерштайном, послужила основой для музыкального фильма в 1955 году. В фильме участвовали Гордон Макрей, Ширли Джонс (дебют в кино), Род Стайгер, Шарлот Греенвуд, Глория Грэм, Джин Нельсон, Джеймс Уитмор и Эдди Альберт. Постановка была первым мюзиклом в карьере Фреда Циннемана.
«Оклахома!» стала первым в истории широкоформатным фильмом, снятым по системе «Todd-AO». Его премьера состоялась 13 октября 1955 года в театре «Риволи» в Нью-Йорке. Одновременно с 70 мм широкоформатной версией фильм был снят в более распространённой широкоэкранной системе «Синемаскоп» на стандартной киноплёнке 35 мм. Это было сделано для того, чтобы дать кинотеатрам, не имеющим 70-мм оборудования, возможность демонстрации фильма. В результате две версии фильма разительно отличаются, поскольку каждая из них использует различные позиции камер и монтажные планы.
В 2007 году фильм «Оклахома!» был внесён в список Национального реестра фильмов Библиотеки Конгресса США, как «исторически, культурное и эстетически значительное произведение», подлежащее сохранению.

## Съёмки
Роджерс и Хаммерштайн персонально контролировали процесс производства, чтобы не допустить изменений, принятых в американской кинопрактике («Оклахома!» была «независимой» не Голливудской продукцией) при переработке музыкальных спектаклей, в частности добавления новых музыкальных номеров, зачастую написанных другими композиторами. Они сохранили артистический контроль во всех кинопостановках их мюзиклов.
Фильм «Оклахома!» весьма точно соответствует оригинальной бродвейской постановке, при этом первая сцена спектакля, продолжавшаяся более 45 минут, была разделена на несколько более коротких сцен, заменив сценически-географическое положение нескольких песен.
- Вместо того, чтобы начинаться «за кадром», хор «Oh, What a Beautiful Mornin'» («О, какое прекрасное утро») стал балладой Карли (Гордон Макрей), которую он пел верхом на лошади, проезжая кукурузное поле по дороге на ферму тётки Эллер.
- Номер «Канзас-Сити» исполнялся на железнодорожной станции, где тётка Эллер (Шарлотт Гринвуд) вместе с ковбоями встречали Вилли Паркера (Джин Нельсон), который вернулся из упомянутого города.
- «Не могу сказать нет» исполнялся Эдо Анни (Глория Грэм) на берегу озера, где Лори купалась без одежды (снято очень невинно).
- «Новый день» исполнялся в спальне Лори (Ширли Джонс), где дамы по дороге на ранчо Скидмор переодевались для вечеринки.

## Прокат и правообладатели
За время проката фильм «Оклахома!» принёс прибыль в 7 миллионов долларов. Премьера в Австрии состоялась 23 ноября 1956 года, в Ирландии и Франции — 11 января 1957 года, в СССР — 26 декабря 1960 года (широкоэкранная версия), в Дании — 15 февраля 1963 года.